# Haus Tancarville
Das Haus Tancarville war eine Familie des normannischen Adels, die erstmals 1034 bezeugt ist, zu diesem Zeitpunkt aber das Amt des Chambellans de Normandie bereits erblich wahrnahm. Unter Wilhelm dem Eroberer war Raoul de Tancarville auch Chamberlain of England. Eine dauerhafte Ansiedlung auf der britischen Insel fand jedoch nicht statt. Die Familie starb Anfang des 14. Jahrhunderts im Mannesstamm aus, die Herrschaft Tancarville ging an das Haus Melun.

## Stammliste
1. Géraud
  1. Raoul, 1034 bezeugt, Chambellan de Normandie
    1. Raoul (I.) de Tancarville, Chambellan de Normandie, nach 1066 Chamberlain von Wilhelm I., König von England; ⚭ Avice
      1. Raoul de Tancarville
      2. Néel de Tancarville
      3. Guillaume (I.) de Tancarville, † 1129, Chambellan de Normandie; ⚭ Mathilde d’Arques, Tochter von Guillaume d’Arques und Beatrix Malet (Giffard)
        1. Rabel de Tancarville, † 1140, Chambellan de Normandie; ⚭ (1) Tiphaine de Penthièvre, Tochter von Étienne I. de Penthièvre und Havise de Guingamp (Haus Rennes); ⚭ (2) NN
          1. (1) Olive de Tancarville; ⚭ Guillaume II. Malet, † wohl nach 1117/21, Sohn von Robert Malet und Matilda, oder Mathieu Malet de Graville, † nach 1172, Sohn von NN Malet (beide: Haus Malet)
          2. (2) Guillaume (II.) de Tancarville, † wohl 11. November 1190/91, Chambellan de Normandie; ⚭ NN
            1. Raoul (II.) de Tancarville, † vor 1204
            2. Guillaume (III.) de Tancarville, † nach 1214, Chambellan de Normandie; ⚭ Alix de Serans
              1. Isabelle de Tancarville, † wohl 1214; ⚭ 1205 Adam de Villebéon, * wohl 1183/85, † 28. Januar 1235, Sohn von Gauthier (II.), Seigneur de Villebéon, und Elisabeth (Le Riche (Familie))
              2. Raoul (III.) de Tancarville, * nach 1205; ⚭ NN
                1. Guillaume (IV.) de Tancarville, † nach 1268; ⚭ Aude, † vor 1283
                  1. Raoul (IV.) de Tancarville, † wohl 21. September 1275/83
                  2. Guillaume (V.) de Tancarville, † nach 1283
                  3. Robert de Tancarville, X 11. Juli 1302 in der Sporenschlacht; ⚭ Jeanne Mauvoisin, † nach Februar 1310, Tochter von Guy (VII.) Mauvoisin, Seigneur de Mello, und Isabelle de Mello (Mauvoisin (Adelsgeschlecht)
                    1. Jeanne de Tancarville, † vor 1327; ⚭ wohl 1316 Jean (I.) Vicomte de Melun, † 1350, Sohn von Adam de Melun, Seigneur de Montreuil-Bellay, und Jeanne de Sully,  (Haus Melun)
                    2. Guillaume (VI.) de Tancarville, * vor 1302, † wohl 1310/23, ⚭ (1) Ehevertrag 3. Oktober 1309, Hochzeit vor Februar 1310, Isabelle de Marigny, Tochter von Enguerrand de Marigny, Chambellan de France, sie heiratete in zweiter Ehe Hugues d’Auxy, Seigneur de Dompierre

                  4. Aude, † nach 1267

            3. Marsilie de Tancarville, † nach 1205

        2. Robert de Tancarville, 1114 bezeugt
        3. Lucy de Tancarville, 1114 bezeugt; ⚭ Guillaume de Vernon, † wohl 16. Juni nach 1147, Sohn von Richard, Seigneur de Reviers, und Adelise Peverel (Redvers)

## Quelle
- Charles Cawley, Medieval Lands, (online, abgerufen am 8. Mai 2019)